# Placido (nome)
Placido  è un nome proprio di persona italiano maschile.

## Varianti
- Maschili: Placidio[4]
  - Alterati: Placidino[2]
- Femminili: Placida[1][2][4][5], Placidia[2][4]

### Varianti in altre lingue
- Catalano: Plàcid[6]
  - Femminili: Plàcida[6], Placidia[6]
- Francese: Placide[3]
  - Femminili: Placide[5]
- Inglese: Placid[3]
- Latino: Placidus[1][3][6], Placidius[1][2]
  - Femminili: Placida[5][2], Placidia[1][2]
- Portoghese: Plácido[3]
- Spagnolo: Plácido[3][6]
  - Femminili: Plácida[5][6], Placidia[6]

## Origine e diffusione
Deriva dal soprannome e poi nome personale latino Placidus, dall'omonimo aggettivo che vuol dire "placido", "calmo", "tranquillo" (da placeo, placēre, "essere gradito" e poi "piacere"), lo stesso significato di Galeno, Tranquillo, Stellan e Quieto. Alcuni studiosi ipotizzano peraltro che Placidus fosse in origine connesso a Plagallus o Plaguleius, nomi etruschi dall'origine ignota, ma se anche così fosse già nell'antica Roma vennero poi associati all'aggettivo placidus.
In Italia, negli anni settanta, si contavano ottomila occorrenze del nome, più altre milleseicento circa del femminile; era diffuso soprattutto in Sicilia grazie al culto a san Placido, monaco benedettino e martire a Messina nel 541, e per il resto sparso nell'Italia continentale, specie al Nord. La forma femminile Placidia, accentrata in Sardegna, è in parte sostenuta dalla notorietà del mausoleo ravennate di Galla Placidia, figlia dell'Imperatore Teodosio I.

## Onomastico
L'onomastico si può festeggiare in memoria di più santi, alle date seguenti:
- 28 febbraio, san Placido, martire a Roma[1]
- 7 maggio, san Placido, abate di Autun[7]
- 12 giugno, san Placido, abate di Ocre[7]
- 11 luglio, san Placido, martire a Disentis con san Sigisberto[7]
- 5 ottobre, san Placido, monaco, discepolo di san Benedetto da Norcia e martire a Messina[6][7]
- 11 ottobre, santa Placidia, vergine di Verona[8]

Tra i beati si ricordano inoltre:
- 4 marzo, beata Placide Viel, seconda superiora generale delle suore di Santa Maria Maddalena Postel[7][9]
- 25 marzo, beato Placido Riccardi, benedettino[7]
- 16 agosto, beato Placido Garcia Gilabert, sacerdote, uno dei martiri della guerra civile spagnola[7]
- 6 novembre, beato Placido di Gesù, uno dei martiri della guerra civile spagnola

## Persone

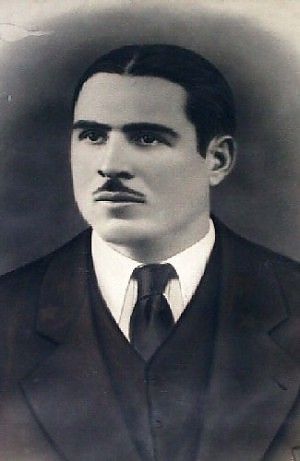
Placido Rizzotto

- Placido Acquacotta, abate e patriota italiano
- Placido Campolo, pittore italiano
- Placido Cortese religioso e presbitero italiano
- Placido Costanzi, pittore italiano
- Placido Fabris, patriota e assassino italiano
- Placido Gabrielli, banchiere e politico italiano
- Placido Imperiale, imprenditore italiano
- Placido Martini, avvocato italiano
- Placido Nigido, teologo e gesuita italiano
- Placido Puccinelli, monaco, storico ed erudito italiano
- Placido Rizzotto, partigiano, sindacalista e politico italiano
- Placido Tardy, matematico e fisico italiano
- Placido Titi, monaco italiano

### Varianti maschili

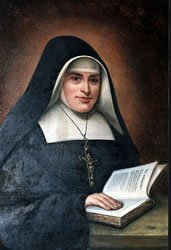
Placide Viel

- Placide Astier, politico e scienziato francese
- Plácido Bilbao, calciatore spagnolo
- Plácido Domingo, tenore, baritono e direttore d'orchestra spagnolo
- Plácido Rodríguez, vescovo cattolico messicano naturalizzato statunitense

### Varianti femminili
- Placidia, figlia di Valentiniano III
- Galla Placidia, imperatrice romana
- Placida Viel, religiosa francese

## Il nome nelle arti
- Placido è un personaggio della serie animata Vladimiro e Placido.
- Plácido Alonso è un personaggio del film del 1961 Placido, diretto da Luis García Berlanga.

## Curiosità
- Il bianco Placido è un vino siciliano il cui nome è un omaggio al sindacalista di Corleone ucciso dalla mafia Placido Rizzotto.